# Fazul Haq
Fazul Haq (ur. 1873, zm. 1962) – muzułmański polityk bengalski. Najpierw indyjski, potem pakistański. W imię interesów Bengalu zawarł zgodę z D.Dasem z Kongresu zastąpioną w 1926 roku, po śmierci Dasa, przelewem krwi w Kalkucie i Dhace. W odpowiedzi na korzystny dla hinduskich właścicieli brytyjski akt o dzierżawcach w 1929 roku utworzył Bengalską Partię Chłopską (Kriszak Prodża Party), główną organizację muzułmańską w Bengalu. Po wyborach w 1937 został premierem Bengalu. Przyłączył się ze swoją partią do Ligi Muzułmańskiej. Po powstaniu Pakistanu założył w 1954 roku Robotniczo- Chłopską Partię (Kriszak Sramik Party) i w tymże roku został premierem Wschodniego Pakistanu (Bengalu). W 1956 roku jego gubernatorem.